# Championnat de France masculin de handball de Nationale 1 2020-2021
Navigation
Nationale 1 2019-2020 Nationale 1 2021-2022
Le Championnat de France masculin de handball de Nationale 1 2020-2021 est la 65e édition de cette compétition qui constitue le 3e échelon national et le plus haut niveau ouvert aux amateurs.
Cette édition est initialement marquée par un nouvel élargissement de la compétition, celle-ci passant de quatre à cinq poules de 12 équipes. Surtout, avec la reprise de la pandémie de Covid-19 en France, la compétition est arrêtée en octobre alors que les équipes ont joué au mieux cinq matchs ; elle ne reprendra pas. Caen et Villeurbanne, seuls clubs « VAP » sont promus. Aucun club n'est relégué, ni de Proligue vers la N1, ni de N1 vers la N2. Enfin, deux équipes sont repêchées de Nationale 2 pour maintenir la division à soixante équipes.

## Formule
Cette édition 2020-2021, faisant suite à celle annulée par la pandémie de Covid-19 en France, intègre plus d'équipes que précédemment, la FFHB ayant choisi de réduire le nombre de relégués et d'augmenter celui de promus. D'abord prévu avec des poules de 13 ou 14 pour absorber le surplus, ce championnat se déroule finalement avec cinq poules de douze équipes afin de pouvoir se disputer sur un nombre réduit de dates car la pratique du handball est fortement limitée par la lutte contre la pandémie. Les poules de douze équipes sont elles-mêmes partagées en deux sous-poules de six et les dix premières journées du championnat opposent les équipes d'une même sous-poule.
Comme pour la saison précédente, la poule 1 a un statut particulier car elle regroupe les équipes ayant demandé le statut VAP, accompagnées des meilleures équipes de la saison précédente. Les autres poules sont constituées sur des critères géographiques.
À l'issue de la phase régulière, les deux meilleurs clubs de la poule 1 qui ont le statut VAP sont promus en Proligue. Seules deux équipes, le Caen Handball et le Villeurbanne Handball Association, ayant obtenu ce statut pour la saison 2020-2021, celles-ci sont donc a priori assurées de monter. Les deux derniers de poule élite intègrent les poules géographiques l'année suivante, à moins d'obtenir le statut VAP. Les premiers des poules géographiques sont « prioritaires » pour intégrer la poule élite. Les deux derniers de chaque poule géographique ainsi que les deux moins bons dixièmes de ces mêmes poules sont relégués en Nationale 2 pour la saison suivante. Avec dix descentes pour six montées, la N1 comptera 56 équipes réparties en quatre poules la saison suivante.
En outre, les premiers de poule sont qualifiés pour la phase finale. Le premier de chaque poule géographique participe au tournoi à quatre organisé le week-end des 5 et 6 juin 2021 sur le terrain de celui qui présente le meilleur bilan. Le vainqueur de ce tournoi affronte le premier de la poule élite en un match sec pour le titre de champion de France.

## Équipes participantes
| \| Toulouse Billère Saintes Pouzauges Rezé Nantes Lanester Cesson-S. Poitiers Bordeaux Hazebrouck Lille Granville Chartres Gien Saint-Cyr Metz Villers Folschviller Sélestat Belfort Épinal Vesoul Beaune Lyon Caluire Chambéry Annecy Ajaccio Bourgoin-J. Villeneuve-L. St-Flour Antibes Martigues Bagnols Nîmes Montpellier Cournon La Crau Draguignan Gonfreville Frontignan Vernouillet Amiens Caen CPB Rennes Pau Nousty Mulhouse Rixheim Bruges Lormont Villeurbanne \| Localisation des clubs engagés dans le championnat. Légende : · Poule 1 (élite), Poule 2, Poule 3, Poule 4, Poule 5. |
| Toulouse Billère Saintes Pouzauges Rezé Nantes Lanester Cesson-S. Poitiers Bordeaux Hazebrouck Lille Granville Chartres Gien Saint-Cyr Metz Villers Folschviller Sélestat Belfort Épinal Vesoul Beaune Lyon Caluire Chambéry Annecy Ajaccio Bourgoin-J. Villeneuve-L. St-Flour Antibes Martigues Bagnols Nîmes Montpellier Cournon La Crau Draguignan Gonfreville Frontignan Vernouillet Amiens Caen CPB Rennes Pau Nousty Mulhouse Rixheim Bruges Lormont Villeurbanne |

| \| Savigny Boulogne-B. Nogent Saint-Ouen l'Aumône Torcy Livry-Gargan Créteil Ivry (Chartres) Tremblay Él. Val d'Oise Paris \| Localisation des clubs franciliens. |
| Savigny Boulogne-B. Nogent Saint-Ouen l'Aumône Torcy Livry-Gargan Créteil Ivry (Chartres) Tremblay Él. Val d'Oise Paris                                           |

| Poule | Club                                    | Localisation                                                   | 2019-2020          | VAP     |
| ----- | --------------------------------------- | -------------------------------------------------------------- | ------------------ | ------- |
| 1     | ESM Gonfreville-l'Orcher                | Normandie, Seine-Maritime, Gonfreville-l'Orcher                | 2e, poule 1        |         |
| 1     | Frontignan Thau HB                      | Occitanie, Hérault, Frontignan                                 | 4e, poule 1        | Rejetée |
| 1     | CO Vernouillet                          | Centre-Val de Loire, Eure-et-Loir, Vernouillet                 | 6e, poule 1        |         |
| 1     | Amiens Picardie Hand                    | Hauts-de-France, Somme, Amiens                                 | 7e, poule 1        |         |
| 1     | Caen Handball                           | Normandie, Calvados, Caen                                      | 8e, poule 1        | Oui     |
| 1     | CPB Rennes                              | Bretagne, Ille-et-Vilaine, Rennes                              | 9e, poule 1        |         |
| 1     | Pau Nousty Sports                       | Nouvelle-Aquitaine, Pyrénées-Atlantiques, Nousty               | 10e, poule 1       |         |
| 1     | Paris Saint-Germain rés.                | Île-de-France, Paris, Paris                                    | 1er, poule 2       |         |
| 1     | ASPTT Mulhouse/Rixheim                  | Grand Est, Haut-Rhin, Rixheim                                  | 1er, poule 3       |         |
| 1     | Élite Val d'Oise                        | Île-de-France, Val-d'Oise, Franconville et Saint-Gratien       | 2e, poule 3        | Retirée |
| 1     | Bruges Lormont HB                       | Nouvelle-Aquitaine, Gironde, Bruges et Lormont                 | 2e, poule 2        |         |
| 1     | Villeurbanne HA                         | Auvergne-Rhône-Alpes, Rhône, Villeurbanne                      | 5e, poule 4        | Oui     |
| 2     | AC Boulogne-Billancourt                 | Île-de-France, Hauts-de-Seine, Boulogne-Billancourt            | 11e, poule 1       |         |
| 2     | Lanester Handball                       | Bretagne, Morbihan, Lanester                                   | 3e, poule 2        | Retirée |
| 2     | HBC Nantes rés.                         | Pays de la Loire, Loire-Atlantique, Nantes                     | 4e, poule 2        |         |
| 2     | ASB Rezé Handball                       | Pays de la Loire, Loire-Atlantique, Rezé                       | 6e, poule 2        |         |
| 2     | Fenix Toulouse rés.                     | Occitanie, Haute-Garonne, Toulouse                             | 7e, poule 2        |         |
| 2     | US Saintes HB                           | Nouvelle-Aquitaine, Charente-Maritime, Saintes                 | 8e, poule 2        |         |
| 2     | Cesson Rennes MHB rés.                  | Bretagne, Ille-et-Vilaine, Cesson-Sévigné                      | 9e, poule 2        |         |
| 2     | Savigny Handball 91                     | Île-de-France, Essonne, Savigny-sur-Orge                       | 10e, poule 3       |         |
| 2     | Billère Handball rés.                   | Nouvelle-Aquitaine, Pyrénées-Atlantiques, Billère              | 1er de N2, poule 1 |         |
| 2     | Grand Poitiers HB 86                    | Nouvelle-Aquitaine, Vienne, Poitiers                           | 2e de N2, poule 1  |         |
| 2     | Pouzauges Vendée Handball               | Pays de la Loire, Vendée, Pouzauges                            | 2e de N2, poule 2  |         |
| 2     | Union Bordeaux Bastide FC               | Nouvelle-Aquitaine, Gironde, Bordeaux                          | 3e de N2, poule 1  |         |
| 3     | US Ivry rés.                            | Île-de-France, Val-de-Marne, Ivry-sur-Seine                    | 3e, poule 3        |         |
| 3     | Réveil de Nogent                        | Île-de-France, Val-de-Marne, Nogent-sur-Marne                  | 5e, poule 3        |         |
| 3     | Torcy HBMLV                             | Île-de-France, Seine-et-Marne, Torcy                           | 5e, poule 2        |         |
| 3     | Handball Hazebrouck 71                  | Hauts-de-France, Nord, Hazebrouck                              | 6e, poule 3        |         |
| 3     | Union sportive de Créteil handball rés. | Île-de-France, Val-de-Marne, Créteil                           | 7e, poule 3        |         |
| 3     | HC Livry-Gargan                         | Île-de-France, Seine-Saint-Denis, Livry-Gargan                 | 10e, poule 2       |         |
| 3     | C' Chartres MHB rés.                    | Centre-Val de Loire, Eure-et-Loir, Chartres                    | 11e, poule 2       |         |
| 3     | HBC Gien Loiret                         | Centre-Val de Loire, Loiret, Gien                              | 12e, poule 2       |         |
| 3     | PL Granville Handball                   | Normandie, Manche, Granville                                   | 1er de N2, poule 2 |         |
| 3     | Lille Métropole HBCV                    | Hauts-de-France, Nord, Villeneuve-d'Ascq                       | 1er de N2, poule 3 |         |
| 3     | Saint-Cyr-Touraine AH                   | Centre-Val de Loire, Indre-et-Loire, Saint-Cyr-sur-Loire       | 3e de N2, poule 2  |         |
| 3     | AS Saint-Ouen-l'Aumône HB               | Île-de-France, Val-d'Oise, Saint-Ouen-l'Aumône                 | 3e de N2, poule 3  |         |
| 4     | CS Annecy-le-Vieux                      | Auvergne-Rhône-Alpes, Haute-Savoie, Annecy                     | 1er, poule 4       |         |
| 4     | AS Folschviller                         | Grand Est, Moselle, Folschviller                               | 4e, poule 3        |         |
| 4     | Chambéry SMB HB rés.                    | Auvergne-Rhône-Alpes, Savoie, Chambéry                         | 4e, poule 4        |         |
| 4     | Tremblay-en-France Handball rés.        | Île-de-France, Seine-Saint-Denis, Tremblay-en-France           | 8e, poule 3        |         |
| 4     | Belfort AUHB                            | Bourgogne-Franche-Comté, Territoire de Belfort, Belfort        | 9e, poule 3        |         |
| 4     | AS Lyon Caluire HB                      | Auvergne-Rhône-Alpes, Rhône, Lyon                              | 11e, poule 4       |         |
| 4     | Épinal HB                               | Grand Est, Vosges, Épinal                                      | 12e, poule 3       |         |
| 4     | Sélestat Alsace handball rés.           | Grand Est, Bas-Rhin, Sélestat                                  | 1er de N2, poule 4 |         |
| 4     | CS Vesoul Haute-Saône                   | Bourgogne-Franche-Comté, Haute-Saône, Vesoul                   | 1er de N2, poule 5 |         |
| 4     | Metz Handball                           | Grand Est, Moselle, Metz                                       | 2e de N2, poule 4  |         |
| 4     | Beaune Handball                         | Bourgogne-Franche-Comté, Côte-d'Or, Beaune                     | 2e de N2, poule 5  |         |
| 4     | Villers Handball                        | Grand Est, Meurthe-et-Moselle, Villers-lès-Nancy               | 3e de N2, poule 4  |         |
| 5     | GFC Ajaccio Handball                    | Corse, Corse-du-Sud, Ajaccio                                   | 2e, poule 4        |         |
| 5     | Montpellier Handball rés.               | Occitanie, Hérault, Montpellier                                | 3e, poule 4        |         |
| 5     | Martigues Handball                      | Provence-Alpes-Côte d'Azur, Bouches-du-Rhône, Martigues        | 6e, poule 4        |         |
| 5     | USAM Nîmes Gard rés.                    | Occitanie, Gard, Nîmes                                         | 7e, poule 4        |         |
| 5     | CS Bourgoin-Jallieu HB                  | Auvergne-Rhône-Alpes, Isère, Bourgoin-Jallieu                  | 8e, poule 4        |         |
| 5     | HB Bagnols GR                           | Occitanie, Gard, Bagnols-sur-Cèze                              | 9e, poule 4        |         |
| 5     | Ol. Antibes Juan-les-Pins HB            | Provence-Alpes-Côte d'Azur, Alpes-Maritimes, Antibes           | 10e, poule 4       |         |
| 5     | Saint-Flour Handball                    | Auvergne-Rhône-Alpes, Cantal, Saint-Flour                      | 12e, poule 4       |         |
| 5     | Villeneuve-Loubet Handball              | Provence-Alpes-Côte d'Azur, Alpes-Maritimes, Villeneuve-Loubet | 1er de N2, poule 6 |         |
| 5     | Draguignan VHB                          | Provence-Alpes-Côte d'Azur, Var, Draguignan                    | 2e de N2, poule 6  |         |
| 5     | US Crauroise HB                         | Provence-Alpes-Côte d'Azur, Var, La Crau                       | 3e de N2, poule 6  |         |
| 5     | HBC Cournon-d’Auvergne                  | Auvergne-Rhône-Alpes, Puy-de-Dôme, Cournon-d'Auvergne          | 3e de N2, poule 5  |         |

## Première phase

### Poule 1 Élite
Les résultats des 22 matchs joués dans la poule 1 sont :
| Journée             | Date                       | Club recevant            | Score   | Club visiteur            |
| ------------------- | -------------------------- | ------------------------ | ------- | ------------------------ |
| J1                  | samedi 19 septembre 2020   | Paris Saint-Germain rés. | 29 - 27 | ESM Gonfreville-l'Orcher |
| J1                  | samedi 19 septembre 2020   | Élite Val d'Oise         | 29 - 28 | Bruges Lormont HB        |
| J1                  | samedi 19 septembre 2020   | Amiens Picardie Hand     | 30 - 22 | CPB Rennes               |
| J1                  | samedi 19 septembre 2020   | Caen HandballV           | 36 - 25 | Pau Nousty Sports        |
| J1                  | samedi 19 septembre 2020   | Frontignan Thau HB       | 28 - 24 | Villeurbanne HAV         |
| J1                  | dimanche 20 septembre 2020 | ASPTT Mulhouse/Rixheim   | 36 - 34 | CO Vernouillet           |
| J2                  | samedi 26 septembre 2020   | Pau Nousty Sports        | 34 - 29 | Frontignan Thau HB       |
| J2                  | samedi 26 septembre 2020   | ESM Gonfreville-l'Orcher | 28 - 29 | ASPTT Mulhouse/Rixheim   |
| J2                  | samedi 26 septembre 2020   | Villeurbanne HAV         | 25 - 26 | Élite Val d'Oise         |
| J2                  | samedi 26 septembre 2020   | CPB Rennes               | 25 - 25 | Paris Saint-Germain rés. |
| J2                  | samedi 26 septembre 2020   | CO Vernouillet           | 25 - 26 | Amiens Picardie Hand     |
| J3                  | samedi 3 octobre 2020      | Paris Saint-Germain rés. | 40 - 30 | CO Vernouillet           |
| J3                  | samedi 3 octobre 2020      | Frontignan Thau HB       | 33 - 20 | Élite Val d'Oise         |
| J3                  | samedi 3 octobre 2020      | CPB Rennes               | 29 - 23 | ESM Gonfreville-l'Orcher |
| J3                  | dimanche 4 octobre 2020    | ASPTT Mulhouse/Rixheim   | 27 - 27 | Amiens Picardie Hand     |
| J4                  | samedi 10 octobre 2020     | Amiens Picardie Hand     | 28 - 29 | Paris Saint-Germain rés. |
| J4                  | samedi 10 octobre 2020     | CO Vernouillet           | 26 - 33 | ESM Gonfreville-l'Orcher |
| J4                  | dimanche 11 octobre 2020   | ASPTT Mulhouse/Rixheim   | 29 - 27 | CPB Rennes               |
| J4                  | dimanche 11 octobre 2020   | Élite Val d'Oise         | 31 - 36 | Caen HandballV           |
| J5                  | samedi 17 octobre 2020     | Pau Nousty Sports        | 27 - 27 | Élite Val d'Oise         |
| J5                  | samedi 17 octobre 2020     | Caen HandballV           | 37 - 31 | Frontignan Thau HB       |
| J5                  | samedi 17 octobre 2020     | CPB Rennes               | 27 - 28 | CO Vernouillet           |
| Compétition arrêtée |                            |                          |         |                          |

### Poule 2
Les résultats des 24 matchs joués dans la poule 2 sont :
| Journée             | Date                       | Club recevant           | Score   | Club visiteur               |
| ------------------- | -------------------------- | ----------------------- | ------- | --------------------------- |
| J1                  | samedi 19 septembre 2020   | Billère Handball        | 29 - 34 | HBC Nantes rés.             |
| J1                  | samedi 19 septembre 2020   | Fenix Toulouse rés.     | 36 - 30 | Union Bordeaux Bastide FC P |
| J1                  | samedi 19 septembre 2020   | AC Boulogne-Billancourt | 25 - 28 | Savigny Handball 91         |
| J1                  | samedi 19 septembre 2020   | Pouzauges VHB           | 29 - 28 | Cesson Rennes MHB rés.      |
| J1                  | samedi 19 septembre 2020   | Grand Poitiers HB 86 P  | 30 - 34 | Lanester Handball           |
| J1                  | dimanche 20 septembre 2020 | ASB Rezé Handball       | 26 - 31 | US Saintes HB               |
| J2                  | samedi 26 septembre 2020   | Cesson Rennes           | 31 - 27 | AC Boulogne-Billancourt     |
| J2                  | samedi 26 septembre 2020   | Lanester                | 29 - 32 | Pouzauges VHB               |
| J2                  | samedi 26 septembre 2020   | Savigny HB91            | 34 - 31 | Grand Poitiers              |
| J2                  | samedi 26 septembre 2020   | HBC Nantes              | 28 - 27 | ASB Rezé                    |
| J2                  | samedi 26 septembre 2020   | US aintes               | 28 - 29 | Fenix Toulouse              |
| J3                  | samedi 3 octobre 2020      | Billère                 | 33 - 27 | US Saintes                  |
| J3                  | samedi 3 octobre 2020      | Grand Poitiers          | 25 - 27 | Pouzauges VHB               |
| J3                  | dimanche 4 octobre 2020    | Cesson Rennes           | 33 - 26 | Savigny HB91                |
| J3                  | dimanche 4 octobre 2020    | ASB Rezé                | 26 - 33 | Fenix Toulouse              |
| J4                  | samedi 10 octobre 2020     | Lanester                | 33 - 27 | Savigny HB91                |
| J4                  | samedi 10 octobre 2020     | Grand Poitiers          | 24 - 28 | Cesson Rennes               |
| J4                  | samedi 10 octobre 2020     | US Saintes              | 30 - 27 | HBC Nantes                  |
| J4                  | dimanche 11 octobre 2020   | Fenix Toulouse          | 35 - 35 | Billère                     |
| J5                  | samedi 17 octobre 2020     | Savigny HB91            | 23 - 29 | Pouzauges VHB               |
| J5                  | samedi 17 octobre 2020     | AC Boulogne-Billancourt | 21 - 28 | Grand Poitiers              |
| J5                  | samedi 17 octobre 2020     | Billère                 | 31 - 24 | ASB Rezé                    |
| J5                  | samedi 17 octobre 2020     | Cesson Rennes           | 24 - 22 | Lanester                    |
| J5                  | samedi 17 octobre 2020     | HBC Nantes              | 27 - 44 | Fenix Toulouse              |
| Compétition arrêtée |                            |                         |         |                             |

### Poule 3
Les résultats des 11 matchs joués dans la poule 3 sont :
| Journée             | Date                     | Club recevant            | Score               | Club visiteur          |
| ------------------- | ------------------------ | ------------------------ | ------------------- | ---------------------- |
| J1                  | samedi 19 septembre 2020 | C' Chartres MHB rés.     | 32 - 34             | Lille Métropole HBCV P |
| J1                  | samedi 19 septembre 2020 | Saint-Cyr Touraine AHB P | 22 - 26             | HBC Livry-Gargan       |
| J1                  | samedi 19 septembre 2020 | Handball Hazebrouck 71   | 27 - 25             | US Créteil HB rés.     |
| J1                  | samedi 19 septembre 2020 | Torcy HBMLV              | 28 - 22             | HBC Gien Loiret        |
| J2                  | samedi 26 septembre 2020 | US Créteil               | 21 - 25             | Saint-Cyr              |
| J2                  | samedi 26 septembre 2020 | PL Granville P           | 15 - 22             | Hazebrouck HB71        |
| J2                  | samedi 26 septembre 2020 | HBC Livry-Gargan         | 26 - 29             | Réveil de Nogent       |
| J3                  | samedi 3 octobre 2020    | Hazebrouck HB71          | 17 - 26             | Saint-Cyr              |
| J3                  | samedi 3 octobre 2020    | Torcy HBMLV              | 23 - 24             | US Ivry rés.           |
| J4                  | aucun match disputé      | aucun match disputé      | aucun match disputé | aucun match disputé    |
| J5                  | samedi 17 octobre 2020   | Granville PL             | 20 - 26             | Saint-Cyr              |
| J5                  | dimanche 18 octobre 2020 | HBC Livry-Gargan         | 28 - 28             | US Créteil             |
| Compétition arrêtée |                          |                          |                     |                        |

Remarque : l'AS Saint-Ouen-l'Aumône HB, promu, n'a joué aucun match.

### Poule 4
Les résultats des 23 matchs joués dans la poule 4 sont :
| Journée             | Date                       | Club recevant                   | Score   | Club visiteur              |
| ------------------- | -------------------------- | ------------------------------- | ------- | -------------------------- |
| J1                  | samedi 19 septembre 2020   | Chambéry SMB HB rés.            | 28 - 31 | Beaune Handball P          |
| J1                  | samedi 19 septembre 2020   | Sélestat Alsace Handball rés. P | 38 - 28 | Épinal HB                  |
| J1                  | samedi 19 septembre 2020   | Villers Handball P              | 19 - 23 | Metz Handball P            |
| J1                  | samedi 19 septembre 2020   | CS Annecy-le-Vieux              | 33 - 22 | Tremblay-en-France HB rés. |
| J1                  | dimanche 20 septembre 2020 | Belfort AUHB                    | 36 - 32 | AS Folschviller            |
| J2                  | samedi 26 septembre 2020   | Beaune                          | 34 - 32 | Annecy CSAV                |
| J2                  | samedi 26 septembre 2020   | Épinal                          | 28 - 27 | Villers Handball           |
| J2                  | samedi 26 septembre 2020   | AS Folschviller                 | 28 - 16 | Sélestat AHB               |
| J2                  | samedi 26 septembre 2020   | Metz HB                         | 31 - 34 | Belfort AUHB               |
| J2                  | samedi 26 septembre 2020   | CS Vesoul Haute-Saône P         | 41 - 30 | Chambéry SMB HB            |
| J2                  | dimanche 27 septembre 2020 | Tremblay-en-France              | 28 - 26 | AS Lyon Caluire HB         |
| J3                  | samedi 3 octobre 2020      | Chambéry SMB HB                 | 28 - 32 | Tremblay-en-France         |
| J3                  | samedi 3 octobre 2020      | Belfort AUHB                    | 42 - 34 | Sélestat AHB               |
| J3                  | samedi 3 octobre 2020      | Épinal                          | 24 - 23 | Metz HB                    |
| J3                  | samedi 3 octobre 2020      | CS Vesoul                       | 29 - 31 | Beaune                     |
| J3                  | samedi 3 octobre 2020      | Villers Handball                | 29 - 30 | AS Folschviller            |
| J4                  | samedi 10 octobre 2020     | Sélestat AHB                    | 33 - 29 | Villers Handball           |
| J4                  | samedi 10 octobre 2020     | Annecy CSAV                     | 37 - 27 | CS Vesoul                  |
| J4                  | samedi 10 octobre 2020     | Belfort AUHB                    | 37 - 31 | Épinal                     |
| J4                  | samedi 10 octobre 2020     | AS Folschviller                 | 27 - 27 | Metz HB                    |
| J5                  | samedi 17 octobre 2020     | Épinal                          | 20 - 32 | AS Folschviller            |
| J5                  | samedi 17 octobre 2020     | Metz HB                         | 29 - 34 | Sélestat AHB               |
| J5                  | samedi 17 octobre 2020     | Villers Handball                | 33 - 36 | Belfort AUHB               |
| Compétition arrêtée |                            |                                 |         |                            |

### Poule 5
Les résultats des 18 matchs joués dans la poule 5 sont :
| Journée             | Date                       | Club recevant                | Score   | Club visiteur             |
| ------------------- | -------------------------- | ---------------------------- | ------- | ------------------------- |
| J1                  | samedi 19 septembre 2020   | GFC Ajaccio                  | 31 - 21 | Montpellier Handball rés. |
| J1                  | samedi 19 septembre 2020   | USAM Nîmes Gard rés.         | 31 - 34 | HBC Cournon-d’Auvergne P  |
| J1                  | samedi 19 septembre 2020   | Draguignan VHB P             | 30 - 26 | Ol. Antibes Juan-les-Pins |
| J1                  | samedi 19 septembre 2020   | Bagnols Gard                 | 26 - 19 | US La Crau P              |
| J1                  | samedi 19 septembre 2020   | Villeneuve-Loubet Handball P | 20 - 23 | Martigues Handball        |
| J1                  | samedi 19 septembre 2020   | CS Bourgoin-Jallieu          | 30 - 25 | Saint-Flour Handball      |
| J2                  | samedi 26 septembre 2020   | Martigues                    | 27 - 28 | Draguignan                |
| J2                  | samedi 26 septembre 2020   | Saint-Flour                  | 23 - 31 | USAM Nîmes                |
| J2                  | dimanche 27 septembre 2020 | Ol. Antibes JLP              | 23 - 23 | GFC Ajaccio               |
| J2                  | dimanche 27 septembre 2020 | Montpellier                  | 32 - 21 | Villeneuve-Loubet         |
| J3                  | samedi 3 octobre 2020      | Bagnols Gard                 | 30 - 23 | Saint-Flour               |
| J3                  | samedi 3 octobre 2020      | Cournon                      | 30 - 28 | La Crau                   |
| J3                  | dimanche 4 octobre 2020    | GFC Ajaccio                  | 28 - 26 | Martigues                 |
| J4                  | samedi 10 octobre 2020     | Martigues                    | 24 - 32 | Montpellier               |
| J4                  | samedi 10 octobre 2020     | Bourgoin-Jallieu             | 23 - 35 | Cournon                   |
| J4                  | samedi 10 octobre 2020     | Saint-Flour                  | 22 - 22 | La Crau                   |
| J5                  | samedi 17 octobre 2020     | Montpellier                  | 33 - 22 | Draguignan                |
| J5                  | samedi 17 octobre 2020     | Cournon                      | 26 - 25 | Saint-Flour               |
| Compétition arrêtée |                            |                              |         |                           |

## Phase finale
La phase finale est annulée. Initialement, le premier de chaque poule géographique est qualifié pour le tournoi à quatre. Il était prévu le week-end des 5 et 6 juin 2021 sur le terrain du meilleur premier. Le vainqueur de ce tournoi devait ensuite affronter le premier de la poule élite lors de la finale de Nationale 1 jouée en un match sec sur terrain neutre

## Bilan de la saison
Le Caen Handball et le Villeurbanne Handball Association, seules équipes ayant obtenu le statut VAP pour la saison 2020-2021 sont promues en deuxième division comme elles en étaient assurées dès le début de la saison. Le passage de cette division de 14 à 16 clubs permet au Sarrebourg Moselle-Sud Handball et à l'Angers SCO Handball, derniers de Proligue de se maintenir.
La saison ayant à peine débuté, aucun résultat sportif n'est pris en compte pour les divisions inférieures. Cependant, les équipes réserves de Dunkerque et Massy qui avaient refusé leur repêchage pour la saison précédente sont réintégrées au championnat de Nationale 1 2021-2022 pour conserver 60 équipes dans cette division. En effet, avec 58 participants, il n'était pas possible de maintenir la taille des poules entre 12 et 14.

### Tableau récapitulatif
| Tableau d'honneur de la saison 2021-2022    |                               |                       |                                                |
| Champion de France de Nationale 1 masculine |                               |                       |                                                |
| Aucun                                       |                               |                       |                                                |
| Promotions et relégations                   |                               |                       |                                                |
| Promus en Proligue                          | Caen Handball Villeurbanne HA | Relégués de Proligue  | aucun (élargissement à 16 équipes)             |
| Relégués en Nationale 2                     | aucun                         | Promus de Nationale 2 | Dunkerque HGL rés. Massy Essonne Handball rés. |